# نسرین ناس
نسرین ناس (به ترکی استانبولی: Nesrin Nas) (زادهٔ ۱۹۵۸) اقتصاددان و سیاست‌مدار اهل ترکیه و رئیس پیشین حزب مام میهن (به ترکی استانبولی: Anavatan Partisi, ANAP) آن کشور بود.
نسرین ناس در شهر کوچک بُنیان در استان قیصریه به دنیا آمد و در رشتهٔ اقتصاد از دانشگاه مرمره در استانبول دانش‌آموخته شد.
او در سال ۱۹۹۹ وارد سیاست شد و در همان سال در انتخابات عمومی به عنوان نماینده حزب مام میهن از استانبول انتخاب شد.